# السياحة في فيتنام
تعد السياحة في فيتنام جزءًا من الاقتصاد الفيتنامي الحديث. في عام 2019، استقبلت فيتنام 18 مليون زائر دولي، ارتفاعًا من 2.1 مليون في عام 2000. تتبع الهيئة الوطنية للسياحة في فيتنام خطة طويلة الأمد لتنويع صناعة السياحة، مما يساهم في جلب العملات الأجنبية إلى البلاد.
استمر عدد السياح الوافدين إلى فيتنام بالارتفاع في السنوات الأخيرة. في عام 2008، استقبلت فيتنام 4.218 مليون سائح دولي، وفي عام 2009 انخفض العدد إلى 3.8 مليون، بانخفاض نسبته 11%. في عام 2012، استقبلت فيتنام 6.84 مليون سائح، بزيادة قدرها 13% مقارنة بعام 2011 حيث بلغ عدد الزوار الدوليين 6 ملايين، الذي مثل بحد ذاته ارتفاعًا بمقدار 2 مليون زائر مقارنة بعام 2010. في عام 2016، استقبلت فيتنام 10 ملايين زائر دولي، بزيادة نسبتها 26% عن العام السابق. في عام 2019، احتلت فيتنام المرتبة الخامسة كأكثر البلدان زيارةً في منطقة آسيا والمحيط الهادئ حسب تصنيف السياحة العالمي الصادر عن منظمة السياحة العالمية للأمم المتحدة. وقد تأثرت صناعة السياحة الفيتنامية بشدة بجائحة كوفيد-19، حيث انخفض عدد الزوار إلى 3.84 مليون في عام 2020، وهو عدد مقارب لمعدلات عام 2009. وقد ارتفع عدد الزوار تدريجيًا بعد الجائحة، ليصل إلى 12.6 مليون في عام 2023.

## السياحة في الاقتصاد
السياحة مهمة في فيتنام، حيث أصبحت وجهة جديدة في جنوب شرق آسيا للرحالة ومحبي الطبيعة، والشواطئ، والثقافة، بالإضافة إلى الجنود العسكريين وقدامى المحاربين. تقدم شركات السياحة المحلية والدولية جولات لمجموعات الأقليات العرقية، وجولات سير وركوب الدراجات، وجولات تصوير، ورحلات قوارب، ورحلات متعددة البلدان تشمل بشكل خاص كمبوديا المجاورة، ولاوس وتايلاند. وقد تمكن السياح الأجانب من السفر بحرية في البلاد منذ عام 1997.
تحول الاقتصاد الفيتنامي من اقتصاد زراعي إلى اقتصاد خدمي. يتم توليد أكثر من ثلث الناتج المحلي الإجمالي من الخدمات، التي تشمل صناعة الفنادق والمطاعم والنقل. أما التصنيع والبناء (28%) والزراعة وصيد الأسماك (20%) والتعدين (10%) فهي تساهم بنسب أقل بكثير.
تساهم السياحة بنسبة 4.5% في الناتج المحلي الإجمالي (منذ عام 2007). بعد الصناعات الثقيلة والتطور العمراني، يتركز معظم الاستثمار الأجنبي في فيتنام في قطاع السياحة، وخاصة في المشاريع الفندقية. ووفقًا للتقرير المعتاد الصادر عن المجلس العالمي للسفر والسياحة، ساهمت السياحة بنسبة 6.6% من الناتج المحلي الإجمالي بما يعادل 279,287 مليار دونغ فيتنامي (03/2016)، وهو ما ساهم بشكل مهم في تطوير القطاعات المرتبطة مثل النقل والترفيه والمأكولات.

### الوافدون من السياح الدوليين

#### المطارات الدولية
يعد السفر الجوي الشكل الأكثر شيوعًا للسفر للزوار الدوليين إلى فيتنام؛ ففي عام 2013، كان نحو 6 ملايين من أصل 7.6 مليون من إجمالي عدد الزوار الدوليين قد وصلوا عبر الجو.
يُعد مطار تان سون نهات الدولي، الذي يخدم مدينة هو تشي مينه، أكثر المطارات ازدحامًا من حيث حجم الزوار. من جهة أخرى، يُعد مطار نوي باي الدولي، الذي يخدم هانوي، أكبر مطار من حيث المساحة الأرضية والسعة الإجمالية بعد افتتاح المحطة الدولية الحديثة. تشمل المطارات الرئيسية الأخرى مطار دا نانغ الدولي، ومطار كام رانه الدولي، ومطار كات بي الدولي.
في مارس 2020، وسط جائحة كوفيد-19، علّقت فيتنام إصدار جميع تأشيرات السياحة؛ ولكن، منذ سبتمبر 2020، ما تزال البلاد مغلقة أمام السياح الأجانب حتى عام 2022، مع خطط لإعادة فتح السياحة من عدد محدود من الدول الآسيوية.
في مارس 2022، أعادت فيتنام فتح أبوابها لاستقبال الزوار الأجانب بعد إغلاق الحدود بسبب كوفيد. ورغم أن القطاع واجه صعوبة في التعافي في البداية، غير أنه في الأشهر السبعة الأولى من عام 2024، استقبلت البلاد 9,983,703 زائرًا أجنبيًا، مما يضع فيتنام على المسار الصحيح للوصول إلى الذروة التي بلغتها في عام 2019 البالغة 19 مليون سائح.

## السياحة العسكرية
على مر آلاف السنين، لعبت الحروب دورًا كبيرًا في تشكيل هوية وثقافة الشعوب التي سكنت الأراضي التي تُعرف الآن بفيتنام الحديثة.
توجد العديد من المواقع التاريخية من فيتنام القديمة إلى الحرب الهندوصينية الأولى والحرب الهندوصينية الثانية.
تشمل أبرز المواقع القديمة:
- قلعة سلالة هو
- المدينة الإمبراطورية في هيو
- مِيسون

أما أشهر الأماكن التي تعود إلى الحربين الهندوصينيتين الأولى والثانية (حرب فيتنام) للسياح فهي:
- أنفاق كو تشي
- متحف بقايا الحرب
- متحف التاريخ العسكري الفيتنامي
- سجن هوا لو[11]

## المخاوف
تواجه السياحة في فيتنام العديد من المشكلات، مثل التلوث البيئي، وضعف صيانة المواقع التراثية، والإلحاح الهجومي على السياح، والزيادات العشوائية في أسعار الإقامة، وضعف البنية التحتية ووسائل النقل، والخدمات المتدنية، وسوء الإدارة. ووفقًا لتقييمات الصناعة، منذ عام 2006، أكثر من 70% من السياح الدوليين الذين يزورون فيتنام ليس لديهم نية العودة مرة أخرى.
وبسبب وجود هذه العيوب مقارنة بالدول المجاورة، فإن قطاع السياحة في فيتنام يستغل بشكل مفرط أماكن الجذب الطبيعية. وقد أدت المتاجرة بهذه المواقع، حيث تسمح الشركات بفرض رسوم دخول — غالبًا بمعدلات عالية — دون صيانة كافية، إلى تدهور أو تضرر العديد من المناظر الطبيعية، مثل شلال فوي وشلال لين خونغ. في أوائل عام 2017، خلال مؤتمر لمراجعة الأداء في عام 2016 وتحديد المهام لعام 2017، وجّه رئيس الوزراء نغوين شوان فوك وزارة الثقافة والرياضة والسياحة لمعالجة مشكلة عدم عودة السياح إلى فيتنام. وقال: «كنت أتصفح في هاتفي الذكي للتو وقرأت مقالًا يسرد سبع مخاوف من زيارة فيتنام: الزيادة في الأسعار، السرقة، ونقص النظافة».